# Характеристика (алгебра)
В математиці, характеристикою кільця {\displaystyle R}, позначається {\displaystyle \operatorname {char} R}, називається найменше ціле додатне {\displaystyle n}, для якого виконується: 
{\displaystyle \underbrace {1+\cdots +1} _{n{\text{ доданків}}}=0}
Тобто сума {\displaystyle n} мультиплікативних нейтральних елементів кільця дорівнює адитивному нейтральному елементу кільця.
Якщо такого {\displaystyle n} не існує, тоді {\displaystyle R} називається кільцем характеристики {\displaystyle 0}.

## Приклади
- Характеристики кільця цілих чисел {\displaystyle \mathbb {Z} }, поля раціональних чисел {\displaystyle \mathbb {Q} }, поля дійсних чисел {\displaystyle \mathbb {R} }, поля комплексних чисел {\displaystyle \mathbb {C} } рівні нулю.
- Характеристика кільця лишків {\displaystyle \mathbb {Z} /n\mathbb {Z} } рівна {\displaystyle n}.
- Характеристика скінченного поля {\displaystyle \mathbb {F} _{p^{m}}}, де {\displaystyle p} — просте число, {\displaystyle m} — додатне ціле число, рівна {\displaystyle p}.

## Властивості
- Якщо кільце {\displaystyle R\neq \{0\}} з одиницею і без дільників нуля має додатну характеристику {\displaystyle n}, то {\displaystyle n} — просте число. Отже, характеристика будь-якого поля {\displaystyle K} є або {\displaystyle 0}, або просте число {\displaystyle p}. У першому випадку поле {\displaystyle K} містить як підполе поле ізоморфне полю раціональних чисел {\displaystyle \mathbb {Q} }, у другому випадку поле {\displaystyle K} містить як підполе поле ізоморфне {\displaystyle \mathbb {F} _{p}}. У обох випадках це підполе називається простим полем (що міститься в {\displaystyle K}).
- Характеристикою скінченного поля є просте число. Натомість з того, що характеристика поля є ненульовою, не випливає, що поле є скінченним. Прикладами таких полів є поле раціональних функцій над {\displaystyle \mathbb {F} _{p}} і замикання, алгебри поля {\displaystyle \mathbb {F} _{p}}.
- Якщо {\displaystyle R} — комутативне кільце простої характеристики {\displaystyle p}, то {\displaystyle (a+b)^{p^{n}}=a^{p^{n}}+b^{p^{n}}} для всіх {\displaystyle a,b\in R}, {\displaystyle n\in \mathbb {N} }.